# Sandman (DC Comics)
För andra betydelser, se Sandmannen (olika betydelser).
Sandman är en tecknad seriefigur, en superhjälte i serierna från DC Comics. Figuren skapades av Gardner Fox och Bert Christman 1939 och blev påföljande år en av grundarna till superhjältegruppen Justice Society of America. 
Ett flertal människor har axlat manteln som Sandman, varav Wesley Dodds var den ursprungliga.